# Љубомир Мицић
Љубомир Мицић (Јастребарско, 16. новембар 1895 — Качарево код Панчева, 14. јун 1971) био је српски песник, прозни писац, књижевни критичар, глумац и оснивач српског авангардног покрета зенитизам и покретач часописа Зенит, једног од најзначајнијих авангардних часописа који је излазио на територији Југославије.

## Биографија
Најзначајнији сегмент његовог рада представља покретање и уређивање часописа Зенит, месечне интернационалне ревије за уметност и културу, који је излазио од фебруара 1921. до априла 1924. у Загребу, потом од 1924. до децембра 1926. у Београду.
Објављена су 43 броја овог часописа, који је током година доносио бројне манифесте, различита ликовна решења, сараднике и текстове.
У почетку је Мицић следио идеје експресионизма, о чему сведочи и програмски текст који излази у првом броју часописа, Човек и уметност, као и текстови Црњанског, Винавера, Петровића, Матића, који су повремено писали за Зенит, све до јуна 1921, када је Мицић, заједно са Иваном Голом и Бошком Токином, објавио Манифест зенитизма.
Мицићев значајан сарадник постао је његов брат Бранислав Мицић, познатији под псеудонимом Бранко Ве Пољански, који је у Љубљани покренуо часопис Светокрет, након чијег гашења се прикључио Зениту. Убрзо су дошли у сукоб и са дадаистима, желећи да зенитизам одвоје од других авангардних покрета.
Зенит је био часопис интернационалног карактера, у коме су многи истакнути уметници тог времена објављивали своје радове на француском, немачком, холандском, мађарском, есперанту... Посебно су значајне везе са италијанским футуристима, пре свега са њиховим идејним творцем Филипом Томазом Маринетијем, што говори о афирмативном односу зенитиста према новим техничким и технолошким достигнућима.
Зенитизам представља изворно српски авангардни покрет, који једини успева да пређе границе тадашње Југославије и постане познат и цењен у Европи.
С друге стране, након раскида са експресионистима, Мицић је почео да заступа другачије идеје, које постају основа поетике зенитизма: идеја Барбарогенија, залагање за балканизацију и варваризацију Европе. Овакве тежње ка примитивном и изворном јављају се након Првог светског рата, настају из разочарања у западноевропске вредности и засићености западноевропском културом.
Мицић је сматрао да Балкан, као још увек неистражено подручје, нуди свежину, неисквареност, способност регенеризације клонулог западноевропског човека.
Поред свих противречности, национализма, с једне, и сарадње с европским уметницима, с друге стране, поред различитих сарадника, жеље за раскидом са осталим авангардним школама, Зенит све време свог постојања остаје окренут новинама, новијим медијима и гранама уметности (радију, филму, џезу), заступајући антитрадиционализам и антимилитаризам, са човеком у средишту пажње.
Покренут идејама руских авангардних уметника, Мицић је заступао конструктивистички приступ стваралаштву, који не признаје надахнуће и занос, већ свестан уметнички рад, с јасно одређеним циљем и намером.
На таквом приступу заснивали су се и ликовни радови на Међународној Зенитовој изложби нове уметности, одржаној 1924. године у Београду.
Након 1926. године Мицић и Пољански отишли су у Париз и у том постзенитистичком периоду њихова активност се пре свега усмерила на ликовну уметност и сарадњу са словеначким авангардистима, као и са словеначким авангардним часописом Танк.
Мицићев књижевни и публицистички рад можда на садржинском плану не доноси битне помаке и вредности, док су они изузетно заступљени на плану форме, која се приближава ликовној уметности, вештини израде плаката, филму, о чему говори каснија афирмација ових уметности.
Одабир писама из преписке Мицића и његове партнерке Анушке (рођене Кон) објавила је Народна Библиотека Србије у књизи „Страшна комедија: преписка 1920-1960” Анушке и Љубомира Мицића.
Његови радови превођени су на неколико европских језика и објављивани у тадашњим авангардним часописима. Такође је објавио и неколико романа на француском језику.
Сахрањен је на Новом гробљу у Београду.

## Дела
Поред бројних манифеста и програмских текстова објављених махом у Зениту, али и другим часописима, његова значајна дела представљају и збирке песама:
- Ритми мојих слутња (1919)
- Ритми без сјаја (1919)
- Источни грех (1920)
- Мистериј за безбожне људе чисте савести (1920)
- Спас душе (1920)
- Стотину вам богова (1922), која бива забрањена исте године, те се појављује под називом *Кола за спасавање, такође забрањена,
- Аероплан без мотора (1925)
- Антиевропа (1926)